# 高峰原妙
高峰原妙（1238年—1295年），俗姓徐，祖籍蘇州吳江，宋末元初臨濟宗禪師，師承袁州仰山雪岩祖欽禪師，號高峰。

## 生平
十五歲即於嘉禾密印寺出家，於十六歲落髮，十七歲受了具足戒，十八歲時習天台宗教法，於二十歲投杭州淨慈寺，二十二歲則依學斷橋妙倫禪師。
宋咸淳十年（1274），原妙禪師從臨安龍鬚山至高峰村，擴建了高峰禪院。
宋德祐丙子年春（1276），元軍攻打首都臨安城下，高峰禪師在所處武康之地，仍獨自於山中閉關，終日坐禪、絕食二十天，直至戰亂平息。禪師後遁入天目山西峰之師子巖閉關，榜曰「死關」。
高峰禪師後於天目山開創了師子、大覺二剎，從戒者數萬人。
原妙禪師於元貞元年（1295）十二月一日，焚香說偈坐化，世壽五十八，法臘四十三，諡號“普明廣濟禪師”，為南嶽懷讓下第二十二世、臨濟宗第十八世。世稱高峰和尚，有《高峰妙禪師語錄》一卷、《高峰和尚禪要》一卷行世。

## 師承
- 雪岩祖欽

## 弟子
- 斷崖了義[6]
- 大覺祖雍
- 空中以假
- 中峰明本[7]

## 外部連結
- 高峰原妙禪師語錄
- 高峰原妙禪師禪要
- 高峰原妙禅师像[]